# Khóa hành lý
Khóa hành lý là một loại khóa được sử dụng để ngăn chặn hành lý bị hở một cách ngẫu nhiên, được sử dụng như một vật dụng ngăn chặn để kẻ trộm tiềm năng.
Chúng có thể được thiết kế ngay trên thành hành lý, hoặc có thể là ổ khóa ngoài như khóa móc hoặc dây khóa có thể khóa. Tuy nhiên độ bảo mật của những khoá này tương đối thấp do thiết kế đơn giản.

## Khả năng bảo vệ của khoá hành lý
Khóa hành lý thường là khóa bảo mật thấp. Các xiềng xích có đường kính nhỏ, và dễ dàng để kẹp bằng cách sử dụng máy cắt bu lông hoặc thiết bị tương tự là có thể phá khoá.
Khoá hành lý được thiết kế dựa trên một pin lẫy khoá  thường chỉ sử dụng ba hoặc bốn chân, làm cho chúng dễ bị phá khoá, ngay cả với các công cụ đơn giản như một kẹp giấy cong cũng có thể mở được.

## TSA được chấp nhận
Tại Hoa Kỳ, Cơ quan Quản lý An ninh Giao thông (TSA) yêu cầu quyền được mở, kiểm tra hành lý mà không cần sự có mặt của hành khách. Vì vậy họ đã tạo ra khoá TSA cho phép hành khách có thể khoá hành lý của họ để bảo vệ nhưng nó có thể được mở ra và đóng lại bởi chính cơ quan chức năng để có thể kiểm tra hành lý của hành khách nếu nghi ngờ hoặc phát hiện hành lý có vấn đề mà không phải sử dụng vũ lực để mở khoá.
Khóa hành lý được chấp nhận bởi TSA có thể được mở bởi các cơ quan chức năng bằng cách sử dụng các khóa "master". Ổ khóa sử dụng hệ thống này được sản xuất để đáp ứng các tiêu chuẩn do Travel Sentry thiết lập.
Theo thỏa thuận với TSA, Travel Sentry đặt ra các tiêu chuẩn cho các khóa này và phê chuẩn từng thiết kế. Mỗi khóa có dấu xác nhận Travel Sentry (kim cương đỏ) được TSA chấp nhận. Một số ổ khóa được chấp nhận TSA có một chỉ báo sẽ xuất hiện màu đỏ nếu được mở bằng khóa chính, vì vậy chủ sở hữu sẽ biết rằng túi của họ đã được truy cập.